# 帕特·斯迈思
帕特·斯迈思（英語：Pat Smythe，1928年11月22日—1996年2月27日），英国女子马术运动员。她曾代表英国参加1956年和1960年夏季奥林匹克运动会马术比赛，其中1956年奥运会获得一枚铜牌。